# Vichada
Vichada és un departament de Colòmbia, que fa frontera amb Veneçuela.

## Municipis
1. Cumaribo
2. La Primavera
3. Puerto Carreño
4. San Jose de Ocune
5. Santa Rita
6. Santa Rosalia